# 모세혈관확장증
모세혈관확장증(영어: telangiectasia)은 거미 혈관으로 알려져 있으며, 작지만 확장된 혈관을 말한다.  주로 피부 표면이나 점막에서 일어나며, 0.5에서 1 밀리미터의 지름을 갖고 있다.  몸 어디에서나 발생할 수 있으나 주로, 코, 볼, 턱 주변에서 발생한다.  

## 같이 보기
- 혈관종